# Atimia huachucae
Atimia huachucae là một loài bọ cánh cứng trong họ Cerambycidae.